# Magnolia Merino
Magnolia Merino (también conocida como Magnolia Merino, la historia de un monstruo) es una miniserie televisiva peruana, dirigida y producida por Michelle Alexander para la cadena Frecuencia Latina. Se estrenó el 17 de noviembre del 2008 y finalizó el 16 de enero del 2009.
La serie se centra en la representación paródica de Magaly Medina, protagonizada por Ebelin Ortiz, desde sus inicios en la televisión hasta su auge en el famoso programa Magaly TeVe. Su impacto mediático le permitió a la serie obtener un premio Luces a finales de 2008.

## Sinopsis
Magnolia Merino (Ebelin Ortiz), análoga a la presentadora de televisión Magaly Medina, es una periodista que trabaja como columnista de una revista de sociales. Gracias a su destreza entra con ayuda del director del canal Gonzalo Garland (Javier Echevarría) a conducir su propio espacio en televisión nacional. Con el tiempo realiza varios momentos controversiales para convertirse en la llamada «monstruo» de los programas de espectáculos, al mando de Percy Fuentes (Lucho Cáceres), un «rastrero» productor (análogo al entonces productor de Magaly, Ney Guerrero).
Sin embargo, entrará una joven llamada Claudia Solís (Stephany Orúe), excompañera de Merino y nieta de un respetable periodista. Ella descubrirá el negocio y los excesos de la reina de la farándula, e intentará detener la emergente mala imagen al crear su propia competencia.

## Reparto

### Principales
- Ebelin Ortiz como Magnolia Merino Velázquez
- Lucho Cáceres como Percy Fuentes Herrera[9]
- Stephanie Orué como Claudia Solís[8]
- Oscar Beltrán como Nelson López
- José Luis Ruiz como Saúl Machado
- Sergio Galliani como Rayo Córdova[10]
- Roger del Águila como Roque
- Camila Mac Lennan como Irene
- Joaquín de Orbegoso como Marelo
- Norka Ramírez como Donatella Watson
- Liliana Trujillo como Aida
- Mónica Rossi como Gianella Bardales
- Miguel Ángel Álvarez como Jaimito
- Alfredo Lévano como José
- André Silva como Boris
- Mayra Goñi como Wendy Solís
- Mayra Couto como Gilda
- Haydeé Cáceres como Teodolina
- Irma Maury como Tía Flora
- Carlos Gassols como Emilio
- Javier Echevarría como Gonzalo Garland[11]

### Recurrentes
- Jorge Guzmán
- Joel Ezeta como Ernesto Machado
- Kukuli Morante como Milu Acosta
- Gloria Klein como Edith

## Producción
La serie se planificó en octubre de 2008 por sugerencia de Alexander. El guionista Eduardo Adrianzén convenció a Frecuencia Latina sobre una historia relacionada con la «televisión basura», tomando al personaje protagónico como una «antihéroe» sin tomar referencias en su vida privada. La filmación se realizó al mes siguiente. Para caracterizar al personaje de Merino, Ebelin Ortiz recibió varias prótesis faciales, y realizó intensos ensayos durante la filmación. Ortiz señaló en una entrevista con el programa El francotirador que «nos han vendido un personaje y creo que basado en ese personaje es que muchos nos hacemos muchas fábulas».
Se usó imágenes reales de Medina para contextualizar la serie. Para su piloto se recurrió a la intriga.
Para su promoción la caracterización de Ortiz apareció en el programa Bailando por un sueño: Reyes de la pista.

## Recepción
En su debut alcanza récords de audiencia entre 16.4 y 19.5 puntos según Kantar Ibope Media.
La serie generó críticas polarizadas, que se intensificaron negativamente con el transcurso de las emisiones, debido principalmente a la percepción desfavorable hacia la conductora Medina. Como resultado, además de la falta de realismo en el tratamiento, la audiencia bajó a 11 puntos en su segunda semana. Por otro lado, Ortiz recibió elogios de la directiva del canal en su papel principal, pero recibió ataques de internautas cuando comentó su desarrollo en el blog. Para el episodio final, se anunció la muerte del personaje, que generó el rechazo de la conductora Medina y que no ayudó a subir la audiencia.
En diciembre de 2008, la Asociación Nacional de Anunciantes anunció tomar medidas preventivas al etiquetarla de «luz ámbar» por su contenido relacionado con las drogas.

## Premios y nominaciones
| Año  | Premio                       | Categoría       | Resultado | Ref.  |
| ---- | ---------------------------- | --------------- | --------- | ----- |
| 2008 | Premios Luces de El Comercio | Papelón del año | Ganador   | [ 3 ] |